# Kitty McGeever
Catherine Jane Mitchell (15 de octubre de 1966 – 16 de agosto de 2015), conocida profesionalmente como Kitty McGeever, fue una actriz y comediante inglesa. Fue la primera actriz ciega que participó de una telenovela británica, interpretando el personaje de Lizzie Lakely en Emmerdale desde abril de 2009 hasta marzo de 2013.

## Vida y carrera
Nació en Bramley, Leeds y creció en las ciudades de Liversedge y Farsley, del condado de Yorkshire del Oeste. Cambió su nombre de Catherine Mitchell a Kitty McGeever ya que en esa época existía otra actriz con el mismo nombre. Estudió en la Real Academia de Arte Dramático y contrajo diabetes a la edad de 19 años.
McGeever se embarazó en 2001, pero desarrollado preeclampsia. Su hijo Felix nació prematuramente sietemesino y a los cuatro meses tuvo serias complicaciones de salud, con compromisos graves en su corazón y pulmones. Durante la enfermedad de su hijo, McGeever también volvió a enfermarse a causa del estrés — sus riñónes dejaron de funcionar, aparecieron problemas cardíacos y contrajo retinopatía diabética, que fue el detonante para su pérdida de la visión. El tratamiento láser fue ineficaz y a cinco meses después quedó completamente ciega, a la edad de 32 años. Su hijo finalmente falleció en enero de 2003, con tan solo un año y medio. Fue sometida exitosamente a un trasplante hepático en una operación que duró doce horas. Tras su recuperación,  se puso en contacto con su mánager en 2008, quien le sugirió que volviera a actuar en televisión.
Trabajó en la telenovela Emmerdale interpretando el papel de Lizzie Lakely. Su primera aparición fue el 28 de abril de 2009. La letra le era entregada en formato de audio.
El 5 de enero de 2010, apareció en la BBC Radio 4 en el programa In Touch, siendo entrevistada por Peter White sobre la pérdida de su vista. Reveló que tenía un gran número de gadgets que la ayudaban en su día a día, incluyendo un sistema de almacenamiento de discos compactos especial y un detector de color para poder escoger el color de su vestimenta, entre otros.
En febrero de 2013  debió ser hospitalizada nuevamente a la espera de un trasplante de corazón. Sin embargo, su hermana Caroline negó que lo necesitara urgentemente, aunque admitió que sí había sido inscrita en la lista de espera de donantes.

## Fallecimiento
McGeever falleció el 16 de agosto de 2015, a la edad de 48 años, habiendo manifestado su voluntad de ser donante de órganos.